# 二氟二氯甲烷
二氟二氯甲烷（R-12），商品名氟利昂-12，分子式CF2Cl2，是一種氯氟烴無色氣體，常作為冷媒或氣溶膠推噴劑使用。

## 性质
无色几乎无臭的气体，高浓度时有类似醚的气味且有麻醉性。不可燃，无刺激性和腐蚀性。不溶于水，溶于乙醇和乙醚，造成的溫室效應約為同體積二氧化碳的25000倍。

## 制备
由四氯化碳与氟化氢在五氯化锑催化下进行作用，并控制回流冷凝温度为−5°C而制得。
{\displaystyle \ CCl_{4}+2HF\ {\xrightarrow[{80^{o}C,\ 709.1kPa}]{SbCl_{5}}}\ CCl_{2}F_{2}+2HCl}

## 用途
二氟二氯甲烷用作致冷剂、灭火剂、氟化剂、喷射剂、杀虫剂和氟树脂的原料等。但因會破壞臭氧層，致冷劑用途已被1,1,1,2-四氟乙烷（R-134a）、2,3,3,3-四氟丙烯（HFO-1234yf）等較不破壞臭氧層的化學物質所取代。